# Overlay-technika
Az overlay-technika biztosítja az olyan terjedelmes programok használhatóságát, amelyek egyszerre nem férnének a számítógép belső memóriájába. Az overlay átlapolást jelent, ami a következőkben nyilvánul meg: az overlay területre mindig a program csak éppen szükséges (futás alatt álló) része töltődik be, felülírva az esetleges előzőleg bent lévőt. Az overlay modulokat háttértárolókon (mágnesszalag, kazetta, floppy diszk, hard-diszken stb.) helyzeték el futtatható formátumban.

## Működési elve
A módszer kifejlesztésénél abból a felismerésből indultak ki, hogy a programoknak csak egy részét teszik ki azok a programrészek, illetve adatok, amelyekre a teljes futási idő alatt szükség van, így elegendő ezeket állandóan a memóriában tartani. A programok fennmaradó része pedig „szétvágható” olyan részekre, amelyek időben elkülönülten – azaz egy időben csak egy – dolgoznak. Első lépésben el kell különítenünk a mindig a memóriában maradó főprogramot és az overlay modulok tartalmától. Érdemes az egyes részeket úgy összeállítani, hogy minimális mennyiségű betöltésre legyen szükség, mivel a betöltési idő számottevően lassíthatja a program végrehajtását. Az overlay részek tervezése a program szerkezetének és futás közbeni viselkedésének alapos ismeretét igénylik a programozótól.

## Alkalmazása
Igen elterjedt volt az overlay-technika az IBM 360 gépcsaládban, de a korai programozható asztali számológépeknél is alkalmaztak (EMG 666). A PC elterjedésével az MS-DOS alatti Turbo Pascal beépített utasításokkal segítette elő alkalmazását.
Manapság ritkán használják, csak ahol a fizikai memória mérete ezt szükségessé teszi, és más, korszerűbb automatikus módszerek például , DLL (Dinamic Link Library) Dinamikus csatolású könyvtár; Virtuális memória nem valósíthatók meg.